# Numéro 9 (film)
Pour les articles homonymes, voir Numéro neuf.
Pour plus de détails, voir Fiche technique et Distribution.
Numéro 9 (9) est un film d'animation américain  réalisé par Shane Acker et sorti en 2009.
Basé sur le court métrage homonyme du même réalisateur (nommé aux Oscars), il est produit par Tim Burton et Timour Bekmambetov.
Uchronie post-apocalyptique, le film narre les aventures d'un groupe de poupées créées par un savant, dernières survivantes sur notre planète.

## Synopsis
Alors que l'humanité disparaît, un savant crée des poupées autonomes, dotées d'une intelligence artificielle. Numéro 9, la dernière poupée créée, de par ses idées, sa curiosité et son courage, va mettre toute la communauté des poupées en branle. En voulant sauver ses amis, il réveillera une terrible chose qui les mettra tous en périls.

## Fiche technique
- Titre original : 9 (Nine)
- Titre français : Numéro 9
- Réalisation : Shane Acker
- Scénario : Pamela Pettler, sur une idée originale de Shane Acker
- Musique : Danny Elfman et Deborah Lurie
- Direction artistique : Christophe Vacher et Kevin R. Adams
- Montage : Nick Kenway
- Production : Tim Burton, Timour Bekmambetov, Jim Lemley, Jinko Gotoh, Dana Ginsburg, Marci Levine, Mary Clayton
- Sociétés de production : Focus Features, Relativity Media, Arc Productions, Starz Animation, Tim Burton Productions
- Sociétés de distribution : Focus Features (États-Unis) ; Société nouvelle de distribution (France)
- Budget : 30M$
- Pays de production :  États-Unis
- Langue originale : anglais
- Durée : 81 minutes
- Dates de sortie :
  - France : 19 août 2009
  - États-Unis, Canada : 9 septembre 2009

## Distribution
- Elijah Wood (VF : Bruno Choel) : numéro 9
- Christopher Plummer (VF : Georges Claisse) : numéro 1
- Martin Landau (VF : Marc Cassot): numéro 2
- John C. Reilly (VF : Thierry Kazazian) : numéro 5
- Crispin Glover (VF : Fabien Jacquelin) : numéro 6
- Jennifer Connelly (VF : Véronique Desmadryl) : numéro 7
- Fred Tatasciore (VF : Sylvain Lemarié) : numéro 8 et l'annonceur à la radio
- Alan Oppenheimer (VF : Patrick Floersheim) : le savant

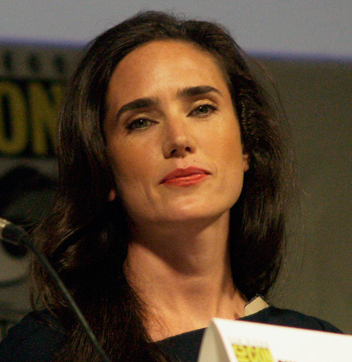
L'actrice Jennifer Connelly, l'interprète de Numéro 7, au Comic-Con 2009.

- Tom Kane : le chancelier Ferdinand
- Helen Wilson : la présentatrice du JT

## Personnages
- Les poupées : Elles ont toutes un numéro écrit sur leur dos, celui-ci leur sert de nom, il représente également le numéro de création de la poupée. On peut donc remarquer une sorte d'évolution "technologique" dans la fabrication des poupées : la fermeture de 1 utilise des ceintures, tandis que celle de 9 est une fermeture à glissière. Chacune d'elles représente une portion de l'âme du Savant.
  - Numéro 1 : C'est le doyen et chef autoproclamé des poupées, il est froid et n'hésite pas à faire passer les autres devant lui lors du danger, mais, il sait qu'il est leur protecteur et il fait tout pour les protéger (à ses conditions). Il a déclaré 7, 3 et 4 comme morts lorsqu'ils se sont enfuis. Il incarne la peur et l'arrogance du savant.
  - Numéro 2 : C'est le plus sage et le plus inventif du groupe, il va rencontrer en premier le héros 9 et lui donner la parole. Selon les interprétations, il incarne le génie du Savant ou bien sa vieillesse.
  - Numéros 3 & 4 : Ce sont des jumeaux. Ils ne peuvent pas parler, mais il communiquent grâce à leurs yeux projecteur-clignotants. Le lieu où 9 les rencontre est une bibliothèque ; il semble qu'ils aient beaucoup de connaissances sur la vie avant la domination de la Machine. Ils représentent le savoir et la curiosité du Savant.
  - Numéro 5 : Il a un caractère proche de 9. Il a tendance à ne pas vouloir dépasser les règles mais il a un grand cœur et veut toujours aider les autres. Il est vite devenu un ami de 9. Un accident l'a rendu borgne lors de la guerre des machines. Il incarne la charité du Savant.
  - Numéro 6 : Ayant des visions, il passe son temps à dessiner l'artefact avec ses doigts formés de plume à encre. Il donne une révélation à 9 : retrouver la pièce où il est né. Selon les interprétations, il incarne la vision artistique du Savant ou bien son obsession.
  - Numéro 7 : C'est la seule fille du groupe. C'est une guerrière qui s'est révoltée contre 1. Elle s'est occupée des jumeaux en partant de la cachette de 1. Elle incarne l'esprit combatif du Savant.
  - Numéro 8 : C'est une brute, le plus fort du groupe, mais peu intelligent. Il suit les ordres de 1 et sort souvent de son rôle de garde (il met en danger le groupe lorsqu'il joue avec un aimant sûr sa tête alors qu'il est censé monter la garde, il marche sur les dessins de 6, etc.). Il incarne la brutalité du Savant.
  - Numéro 9 : C'est le héros, il est courageux et créatif. C'est ce qui va le pousser à aller chercher son ami 2 et désobéir à 1. Après avoir réveillé la Machine, 9 va chercher des réponses sur le passé, afin de la détruire et de sauver ses amis. Il incarne l'humanité du Savant.
- Les humains :
  - Le Savant : C'est lui qui a créé l'appareil qui transfère une âme dans une machine. Il a d'abord créé la Machine avant de créer plus tard les neuf poupées. Ces neuf poupées sont tout ce qu'il reste de l'humanité (au sens philosophique, pas physique, car il précise que le temps de l'homme est révolu). Grâce à l'appareil, il va donner une partie de son humanité (ou son âme) aux neuf poupées.
  - Le Chancelier Ferdinand : C'est un personnage secondaire qui a un énorme impact sur l'histoire car il a assisté à la création de la Machine. C'est un homme qui cherche le pouvoir et par ignorance, derrière son slogan de paix, il va prendre de force la Machine au savant, ignorant ses avertissements, et lui faire construire des robots de guerre (dont elle retourne les robots contre l'humanité).
- Les machines :
  - La Bête féline : Le premier antagoniste du film. Ce robot semble agir comme un simple animal félin, traquant les poupées à travers la ville en ruine, mais son but est de réveiller la Machine.
  - La Machine de fabrication: Principal antagoniste du film, elle est réveillée accidentellement par 9 après avoir réussi à venir à bout de la Bête (on ne sait pas comment elle s'est arrêtée). Entité autonome devant assurer le bien-être des Humains, elle a été forcée par le chancelier à créer des robots de guerre. N'ayant aucune âme, elle finira par se retourner contre les humains, les tuant tous jusqu'au dernier. Le fait que les poupées ont chacune une âme, elle va les traquer par tous les moyens possibles pour les "récolter".

Il est important de noter qu'à la fin du film toutes les poupées qui incarnent une faiblesse de l'humanité ont péri. Néanmoins, lors de l'activation de l'artefact, on les voit se disperser dans l'environnement : il pleut, le cycle de la vie reprend son cours. Leurs âmes étant à l'intérieur de la pluie, se comportant comme une forme de vie primitive, des bactéries.

## Box-office
- 4 506 172 $ (France)[2]
- 521 836 entrées (France)
- 31 749 894 $ (États-Unis)[3]
- 48 428 063 $ (Monde) [4]